# John Buckley
John Keaton Buckley (Manchester, 13 ottobre 1999) è un calciatore inglese, centrocampista del Blackburn.

## Caratteristiche tecniche
È un centrocampista centrale.

## Carriera
Cresciuto nel settore giovanile del Blackburn, debutta in prima squadra il 16 marzo 2019 in occasione dell'incontro di Championship perso 4-2 contro lo Sheffield Weds.

## Statistiche
Statistiche aggiornate all'8 maggio 2021.

### Presenze e reti nei club
| Stagione        | Squadra         | Campionato      | Campionato | Campionato | Coppe nazionali | Coppe nazionali | Coppe nazionali | Coppe continentali | Coppe continentali | Coppe continentali | Altre coppe | Altre coppe | Altre coppe | Totale | Totale | Totale |
| Stagione        | Squadra         | Comp            | Pres       | Reti       | Comp            | Pres            | Reti            | Comp               | Pres               | Reti               | Comp        | Pres        | Reti        | Pres   | Reti   |        |
| --------------- | --------------- | --------------- | ---------- | ---------- | --------------- | --------------- | --------------- | ------------------ | ------------------ | ------------------ | ----------- | ----------- | ----------- | ------ | ------ | ------ |
| 2018-2019       | Blackburn       | FLC             | 2          | 0          | FACup+CdL       | 0               | 0               |                    | -                  | -                  |             | -           | -           | 2      | 0      |        |
| 2019-2020       | Blackburn       | FLC             | 20         | 2          | FACup+CdL       | 1+2             | 0               |                    | -                  | -                  |             | -           | -           | 23     | 2      |        |
| 2020-2021       | Blackburn       | FLC             | 28         | 1          | FACup+CdL       | 1+1             | 0               |                    | -                  | -                  |             | -           | -           | 30     | 1      |        |
| Totale carriera | Totale carriera | Totale carriera | 50         | 3          |                 | 5               | 0               |                    | -                  | -                  |             | -           | -           | 55     | 3      |        |